# اولگ لوبوف
اولگ ایوانوویچ لوبوف ( روسی: Олег Иванович Лобов، ۷ سپتامبر ۱۹۳۷ – ۶ سپتامبر ۲۰۱۸) سیاستمدار روس بود که از ۱۹ آوریل ۱۹۹۱ تا ۱۵ نوامبر ۱۹۹۱ به عنوان سرپرست معاون اول شورای وزیران جمهوری سوسیالیستی فدرال شوروی روسیه خدمت کرد و همچنین سرپرستی شورای وزیران را برعهده داشت.
لوبوف تا ۱۷ مارس ۱۹۹۷ در سمت های مختلف در ارگان های دولتی روسیه خدمت می کرد. آخرین سمت وی معاون رئیس دولت فدراسیون روسیه بود. از اکتبر ۲۰۱۰، لوبوف رئیس انجمن غیردولتی همکاری های بین المللی است و در انجمن ها و اتحادیه های مختلف مرتبط با ساخت و ساز شرکت می کند. 

## تحصیلات
وی در کی‌یف متولد شد و دارای مدرک کاندیدای علوم فنی (PhD) است و در سال ۱۹۶۰ از موسسه مهندسین حمل و نقل ریلی روستوف فارغ التحصیل شد.

## حرفه
از سال ۱۹۶۷ تا ۱۹۶۰، او در شیمی و صنایع ساختمانی دریکاترینبورگ مشغول به کار شد.
از ۱۹ تا ۱۵ آوریل ۱۹۹۱ لوبوف معاون اول رئیس شورای وزیران در کابینه اول و دوم ایوان سیلایف بود. با استعفای سیلایف در ۲۶ سپتامبر ۱۹۹۱، لوبوف طبق قانون نخست وزیر روسیه شد. وی این سمت را تا تشکیل کابینه اصلاح طلبان در ۶ نوامبر و استعفای نهایی کابینه دوم سیلایف در ۱۵ نوامبر بر عهده داشت.  

## جنجال
از سال ۱۹۹۵ تا ۱۹۹۱، لوبوف فعالانه به اوم شینریکو ، یک جنبش مذهبی جدید ژاپنی، کمک کرد تا در روسیه فعالیت کند. بر اساس ادعاهای مطرح شده در سنای ایالات متحده در سال ۱۹۹۵، رابطه لوبوف با اوم در دسامبر ۱۹۹۱ آغاز شد و تا سال ۱۹۹۵ ادامه یافت. لوبوف متهم به دریافت پیش پرداخت های نقدی از اوم و ملاقات منظم با اوم "وزیر ساختمان" کیوهیده هایاکاوا بود. ظاهراً لوبوف با شوکو آساهارا در ژاپن ملاقات کرد و سفر خود آساهارا به روسیه را در سال ۱۹۹۲ ترتیب داد  

## فعالیت های تجاری
او دو نهاد تجاری به نام‌های Rinco (РИНКО) و ZentrEKOMASH (ЦЕНТР ЭНЕРГОМАШ) تأسیس کرد.

## جوایز
- نشان لنین (۱۹۷۸)
- نشان برجسته افتخار (۱۹۷۴)
- نشان افتخاری "سازنده ارجمند فدراسیون روسیه" (۱۹۸۲)
- نشان "در چهلمین سالگرد تکمیل مبارزات آزادیبخش ملی مردم چکسلواکی و آزادی چکسلواکی توسط ارتش شوروی" (۱۹۸۵)